# سبزک سینه‌خاکستری
سبزک سینه‌خاکستری (نام علمی: Hylophilus semicinereus) نام یک گونه از سرده جنگل‌دوست‌ها است.